# Arieh Eldad
Arieh Eldad (in ebraico אריה אלדד; Tel Aviv, 1950) è un politico e chirurgo plastico israeliano.
È stato membro dei partiti Haihud Haleumi ("L'unione Nazionale") e Otzma LeYsrael ("Forza a Israele").
Suo padre, il professore Israel Eldad, fu uno dei leader del movimento clandestino ebraico Lehi. Arieh Eldad studiò medicina all'Università di Tel Aviv. Terminati gli studi, entrò come medico nell'esercito israeliano. Durante il servizio militare proseguì gli studi e si specializzò in chirurgia plastica a Gerusalemme e Londra, dopodiché fondò l'unità di ustioni presso l'ospedale Hadassa Ein Kerem a Gerusalemme.